# Linea 5 (metropolitana di Shanghai)
La Linea 5 della metropolitana di Shanghai è una linea del sistema metropolitano di Shanghai. Si estende per più di 17 km ed è servita da 19 stazioni.

## Storia
La linea è stata aperta il 25 novembre 2003, nonostante il nome è stata la quarta linea del sistema ad essere aperta al pubblico. Il 30 dicembre 2018 è stata aperta una biforcazione verso sud, con 8 nuove stazioni, da Dongchuan Road a Fengxian Xincheng.

## Stazioni
| Linea 5       |               |                          |              |  |  |  |
| Linea fermate | Linea fermate | Stazione                 | Collegamenti |  |  |  |
| ●             | ●             | Xinzhuang                | Linea 1      |  |  |  |
| ●             | ●             | Chunshen Road            |              |  |  |  |
| ●             | ●             | Yindu Road               |              |  |  |  |
| ●             | ●             | Zhuanqiao                |              |  |  |  |
| ●             | ●             | Beiqiao                  |              |  |  |  |
| ●             | ●             | Jianchuan Road           |              |  |  |  |
| ●             | ●             | Dongchuan Road           |              |  |  |  |
| ●             | \|            | Jinping Road             |              |  |  |  |
| ●             | \|            | Huaning Road             |              |  |  |  |
| ●             | \|            | Wenjing Road             |              |  |  |  |
| ●             | \|            | Minhang Development Zone |              |  |  |  |
|               |               |                          |              |  |  |  |
| \|            | ●             | Jiangchuan Road          |              |  |  |  |
| \|            | ●             | Xidu                     |              |  |  |  |
| \|            | ●             | Xiaotang                 |              |  |  |  |
| \|            | ●             | Fengpu Avenue            |              |  |  |  |
| \|            | ●             | Huanchengdong Road       |              |  |  |  |
| \|            | ●             | Wangyuan Road            |              |  |  |  |
| \|            | ●             | Jinhai Lake              |              |  |  |  |
| \|            | ●             | Fengxian Xincheng        |              |  |  |  |